# Ammerndorf
Ammerndorf là một đô thị thuộc huyện Fürth trong bang Bayern nước Đức. Đô thị Ammerndorf có diện tích 5,06 km², dân số thời điểm 31 tháng 12 năm 2006 là 2146 người.